# The Flame (álbum de The Flames)
The Flame es un álbum de estudio de la banda sudafricana The Flames editado en 1970. Fue producido por Carl Wilson, miembro de The Beach Boys, y es el único álbum no perteneciente a The Beach Boys que se editó por su sello Brother Records. Según Jerry Osbourne, "The Flame es considerado ampliamente el primer LP en sonido cuadrafonico".
En Brasil se editó un EP con "See The Light", "I'm So Happy", "Get Your Mind Made Up" y "See The Light Reprise".

## Lista de canciones
- Lado A

1. "See the Light" – 3:06
2. "Make It Easy" – 3:06
3. "Hey Lord" – 3:49
4. "Lady" – 3:28
5. "Don't Worry, Bill" – 3:17

- Lado B

1. "Get Your Mind Made Up" – 4:10
2. "Highs and Lows" – 4:49
3. "I'm So Happy" – 3:17
4. "Dove" – 2:18
5. "Another Day Like Heaven" – 5:42
6. "See the Light (reprise)" – 1:28

## Créditos
The Flame
- Blondie Chaplin – guitarra, bajo, teclados, voz
- Ricky Fataar – batería, bajo, guitarra, voz
- Steve Fataar – guitarra, voz

Adicionales
- Carl Wilson – productor
- Robert Jenkins – director artístico, fotógrafo
- Steve Desper – ingeniero